# Cachapa

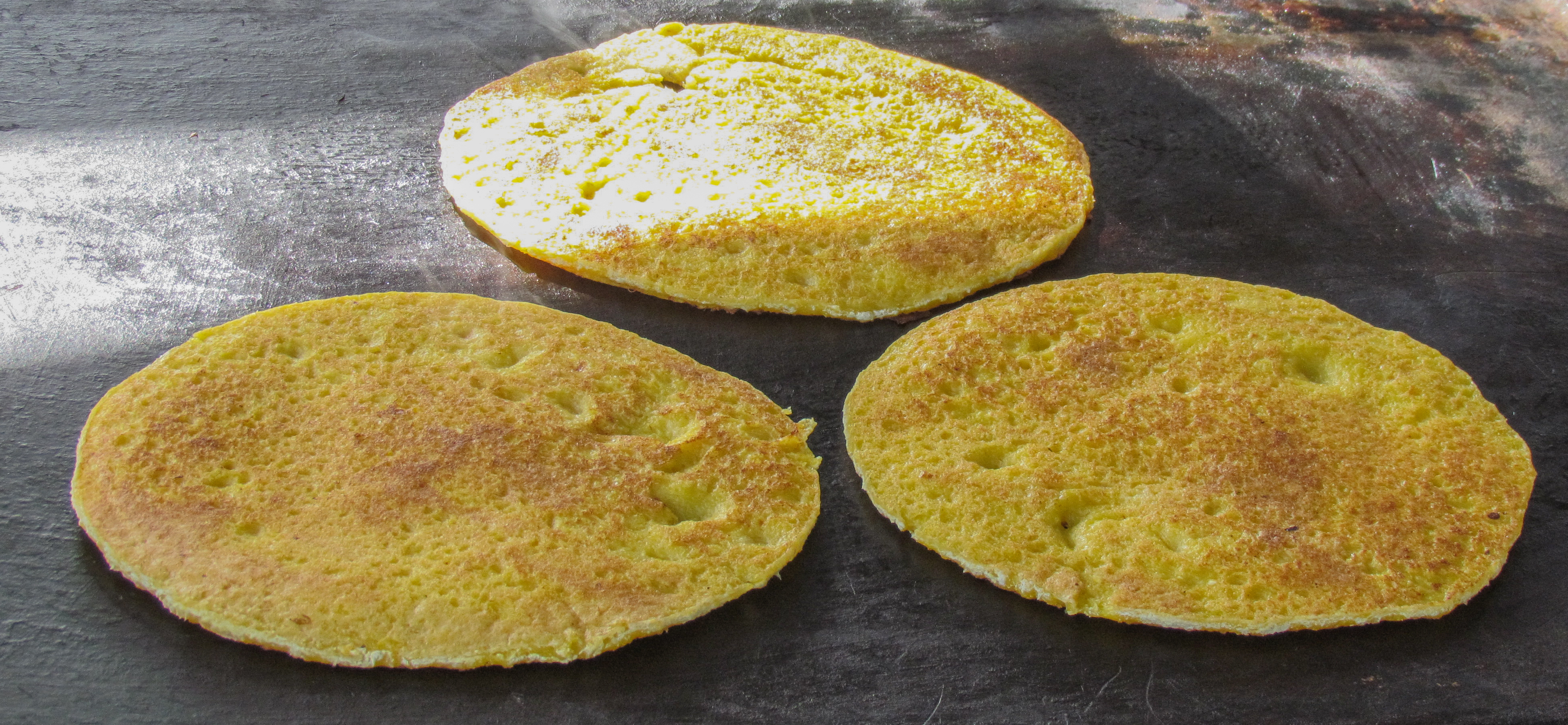
Cachapas

Cachapa – danie kuchni wenezuelskiej; cienki naleśnik przygotowany na bazie kukurydzy i mąki. Smażone są na tzw. budare, żelaznej patelni.

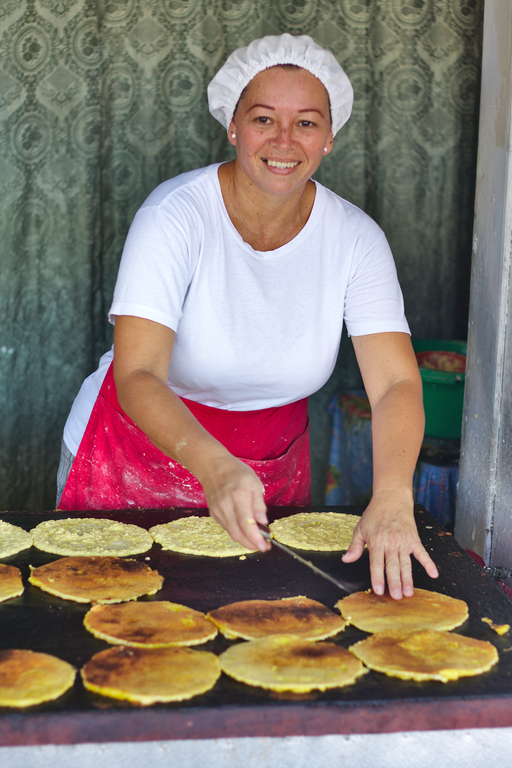
Pani sprzedająca cachapas. Chichiriviche, Falcón, Wenezuela

Cachapas jada się jako potrawę śniadaniową, przekąskę czy podczas podróży. Są najpopularniejsze w centrum kraju. Ciepłe naleśniki podawane są z masłem, z białym kremowym serem nazywanym queso de mano lub kawałkami szynki.